# علم الآثار (مجلة)
علم الآثار هي مجلة شهرية تستهدف الجمهور العام، ينشرها المعهد الأثري الأمريكي. كما ينشر المعهد المجلة الأمريكية المهنية لعلم الآثار. كان رئيس تحريرها هو بيتر يونج حتى عام 2011 عندما تم استبداله بكلوديا فالنتينو. تولى جاريت أ. لوبيل رئاسة التحرير من فالنتينو في نوفمبر 2018.

## روابط خارجية
- الموقع الرسمي